# Волощук, Семён Николаевич
Семён Николаевич Волощу́к (3 [16] апреля 1911, Александрия, Херсонская губерния — 8 июня 2004, Москва) — генеральный директор смешанного советско-германского акционерного общества «Висмут».

## Биография
Родился 3 (16) апреля 1911 года в местечке Александрия (ныне Кировоградская область Украины).
В 1927—1930 годах — проходчик на руднике имени В. И. Ленина в городе Кривой Рог. В 1930 году поступил в Днепропетровский горный институт, который окончил в 1935 году по специальности горного инженера.
С 1935 года работал в угледобывающей промышленности в Донецком и Подмосковном угольных бассейнах в должностях от сменного инженера до главного инженера треста.
С 1949 года работал в Первом Главном управлении при СМ СССР, генеральный директор советско-болгарского горного общества (разработка месторождения ураносодержащих руд). С 1951 года одновременно постоянный член советско-чехословацкой горной комиссии. С 1950 года — директор смешанного советско-чехословацкого предприятия «Яхимова Доля». За три года годовую добычу урана удалось увеличить с 50 до 1000 тонн.
С 1961 года — генеральный директор смешанного советско-германского акционерного общества «Висмут». За годы его руководства было добыто 175 000 тонн урана.
С 1986 года на пенсии. Жил в Москве.
Умер 8 июня 2004 года. Похоронен на Троекуровском кладбище.

## Семья
Сын — Волощук, Семён Семёнович — председатель Государственного комитета РСФСР/РФ по социальной защите граждан и реабилитации территорий, пострадавших от Чернобыльской и других радиационных катастроф.

## Награды
- За выдающиеся заслуги в развитии советской атомной промышленности и укрепление советско-германского сотрудничества, Указом Президиума ВС СССР от 15 апреля 1981 года Волощуку Семёну Николаевичу присвоено звание Героя Социалистического Труда с вручением ордена Ленина и золотой медали «Серп и Молот».
- Ленинская премия
- Сталинская премия третьей степени (1950) — за усовершенствование скоростных методов прохождения горных выработок на шахтах Донецкого и Подмосковного бассейнов
- Государственная премия СССР 1969 года — за разработку и внедрение системы охлаждения рудничного воздуха для отработки глубокого жильного месторождения Нидершлема Альберода (Волощук Семён Николаевич, Дорофеичев Иван Васильевич, Кремнёв Олег Александрович, Институт теплофизики АН УССР, Марченко Андрей Прокофьевич, Мельниченко Вадим Михайлович, Назаркин Валентин Павлович, Черняк Вилен Павлович, Институт теплофизики АН УССР, Щербань Александр Назарьевич, Институт теплофизики АН УССР).
- Государственная премия СССР (1982) — за разработку и внедрение новой техники и технологии при отработке пожароопасного уранового месторождения Роннебургского рудного поля (в составе коллектива: Авраменко Александр Васильевич, Андреев Георгий Георгиевич, Балковой Петр Ильич, Волощук Семён Николаевич, Лисовский Георгий Дмитриевич, Найденко Юрий Максимович, Назаркин Валентин Павлович, Подоляко Леонид Георгиевич, Тормышев Леонид Михайлович, Шевченко Борис Фёдорович, Чесноков Николай Иванович).
- четыре ордена Ленина
- орден Трудового Красного Знамени
- орден «Знак Почёта»
- медали
- Герой труда ГДР
- орден Карла Маркса (ГДР)
- орден «За заслуги перед Отечеством» (ГДР) I степени
- орден Дружбы народов (ГДР)
- орден Труда (Чехословакия)